# Liste von Exilkubanern in den Vereinigten Staaten

## Organisationen
- US-Cuba Democracy PAC
- Cuban American National Foundation (CANF)
- Cuban Liberty Council (CLC)
- Cuban Americans for Engagement (CAFE)
- Center for a Free Cuba
- Congressional Cuba Democracy Caucus
- MAR Por Cuba

## Kubano-Amerikaner im US-Kongress
- Bob Menendez, Demokrat, New Jersey[1]
- Marco Rubio, Republikaner, Florida
- Ted Cruz, Republikaner, Texas (2013–heute)

Mitglieder des Repräsentantenhauses:
- Mario Diaz-Balart, Republikaner, 21. Distrikt Floridas[2]
- Ileana Ros-Lehtinen, Republikanerin, 27. Distrikt Floridas[3]
- Albio Sires, Demokrat, 13. Distrikt New Jerseys[4]
- Alex Mooney, Republikaner, 2. Distrikt West Virginia`s (2015–heute)
- Carlos Curbelo, Republikaner, 26. Distrikt Floridas (2015–heute)

ehemalige Mitglieder des Repräsentantenhauses:
- Lincoln Diaz-Balart, Republikaner, 21. Distrikt Floridas[5]
- Mel Marínez, Republikaner, U.S. Senator, Florida
- David Rivera, Republikaner, Miami, (2011–2013)
- Joe Garcia, Demokrat, 26. Distrikt Floridas (2013–2015)

## Kubaner im Dienst der US-Regierung
- Eduardo Aguirre, US-Botschafter in Spanien und Andorra
- Juanita Castro, Schwester von Fidel und Raúl Castro sowie ehemalige CIA-Agentin
- Emilio T. Gonzalez, ehemaliger Oberst der US-Streitkräfte und derzeitiger Direktor für US-Staatsbürgerschaft und Einwanderung
- Carlos Gutierrez, ehemaliger CEO der Kellogg Company und ehemaliger US-Handelsminister unter der Präsidentschaft von George W. Bush.[6]
- Adolfo A. Franco, stellvertretender Büroleiter der US-Behörde für internationale Entwicklung (USAID) für Lateinamerika und die Karibik
- Ana Carbonell, Personalchefin des Abgeordneten Lincoln Diaz-Balart
- Nilda Pedrosa, ehemalige Beamtin des State Department und vorgesetzte Direktorin für Politik von Senator Mel Martinez
- Hugo Llorens, ehemaliger US-Botschafter in Afghanistan und Honduras

## Weitere politisch aktive Kubano-Amerikaner
- Otto Reich, ehemaliger hoher Beamter in den Regierungen unter der Präsidentschaft von Ronald Reagan und George W. Bush. Von Januar 2003 bis Juni 2004 war er Spezialgesandter der Westlichen Hemisphäre des Außenministeriums der Bush-Regierung.
- Armando Valladares, ehemaliger politischer Gefangener. US-amerikanischer Botschafter in der UN-Menschenrechtskommission in Genf während der Regierungszeit von Ronald Reagan und George Bush.
- Mauricio Claver-Carone, Vorsitzender des US-Cuba Democracy PAC
- Gus Machado
- Remedio Diaz Oliver
- Carlos Alberto Montaner, Schriftsteller und Journalist, Vorsitzender der Unión Liberal Cubana (ULC), Vizepräsident der Liberalen Internationale
- Eugenio Llamera, Präsident der La Federacion Mundial de ExPresos Politicos
- Sylvia Iriondo, Präsidentin des MAR por Cuba
- John Suárez, Gründer der Free Cuba Foundation

## Politisch aktive Künstler und Wissenschaftler
- Frank Calzón, Center for a Free Cuba (Zentrum für ein Freies Kuba)
- Antonio de la Cova, Wissenschaftler
- Paquito D’Rivera, Musiker
- Gloria Estefan, Sängerin

## Schriftsteller und Wissenschaftler
- Andy García, Schriftsteller, Schauspieler, Produzent, Regisseur
- Rafael Román Martel, Poet, Journalist
- Dr. Eduardo J. Padron, Präsident, Miami Dade College
- Mirta Ojito, Professorin, Columbia University School of Journalism
- Gustavo Pérez Firmat, Professor, American Academy of Arts and Sciences
- Orlando Gutierrez-Boronat, Professor, ehemaliger Professor der Politikwissenschaften, Direktor der Cuban Assembly of Resistance
- Enrique Ros, Schriftsteller für historische Themen

## Schauspieler
- Laz Alonso, Schauspieler
- Odette Annable, Schauspieler
- Desi Arnaz, Schauspieler und Musiker (I Love Lucy)
- Desi Arnaz Jr., Schauspieler und Musiker
- Lucie Arnaz, Schauspielerin und Sängerin
- Nelson Ascencio, Komedian (MADtv)
- Omar Avila, Schauspieler
- Ariana Barouk, Moderatorin, Schauspielerin, Model und Sängerin
- Steven Bauer, Schauspieler (Scarface, ¿Qué Pasa, USA?, credited as Rocky Echevarría)
- Jason Canela, Schauspieler; Bruder von Jencarlos Canela
- Maria Canals-Barrera, Synchronsprecherin
- Jencarlos Canela, Schauspieler (Mas sabe el diablo)
- Nestor Carbonell, Schauspieler (Suddenly Susan, Lost, The Dark Knight, The Lost City)
- Matt Cedeño, Schauspieler und Model
- Eddie Cibrian, Schauspieler (Vanished, Invasion)
- Valerie Cruz, Schauspielerin (Nip/Tuck, The Dresden Files)
- Sammy Davis, Jr., Schauspieler, Sänger, Tänzer
- Rosario Dawson, amerikanische Schauspielerin (Rent, Kids),
- Kamar de los Reyes, Seifenoper Schauspieler (One Life to Live)
- Bianca Del Rio, Komedian, Schauspieler
- Guillermo Díaz, Schauspieler (films Half Baked, Party Girl)
- Joey Diaz, Schauspieler und Komedian
- Emiliano Díez, Schauspieler (the George Lopez TV series)
- Majandra Delfino, Schauspielerin (Roswell)
- Marieh Delfino, Schauspielerin
- Raúl Esparza, Schauspieler
- Mel Ferrer, Schauspieler
- Chrissie Fit, Schauspieler
- Daisy Fuentes, Model und TV-Persönlichkeit (MTV’s House of Style)
- David Fumero, Schauspieler (One Life to Live)
- Gene Gabriel, Schauspieler (Numb3rs, Law & Order: Criminal Intent)
- David Gallagher, Schauspieler, 7th Heaven, Cuban mother
- Mo Gallini, Schauspieler (2 Fast 2 Furious)
- Melissa Gallo, Schauspielerin, One Life to Live
- Robert Gant, Schauspieler (Queer as Folk)
- Andy García, Schauspieler (The Godfather Part III, Ocean’s Eleven, Oceans Twelve, The Lost City)
- Joanna García, Schauspielerin (Reba)
- Jorge Garcia, Schauspieler (Lost)
- Jsu Garcia, Schauspieler
- Nona Gaye, Sängerin und Schauspielerin (Ali)
- Carlos Gómez, Schauspieler
- Marga Gomez, Komedian
- Adam Irigoyen, Schauspieler (Shake It Up)
- Oscar Isaac, Schauspieler (Inside Llewyn Davis, Star Wars: The Force Awakens)
- David Lago, Schauspieler
- Paul Le Mat, american Schauspieler mit kubanisch-stämmiger Familie
- William Levy, Schauspieler
- Josie Loren, Schauspielerin

## Journalisten in spanischsprachigen Medien
- Ninoska Pérez Castellón, Talkshow-Moderatorin
- María Elvira Salazar, Talkshow-Moderatorin und Abgeordnete
- Edmundo García, Radio-Moderator
- Lourdes D'Kendall, Radio-Moderator
- Armando Perez-Roura, Radio-Moderator
- Martha Flores, Radio-Moderatorin
- Tomas Garcia Fuste, Radio- und Talkshow-Moderator
- Rey Anthony, Radio-Moderator
- Lourdes Ubieta, Radio-Moderator
- Augustín Acosta, Radio-Moderator

## Künstler
- Jose Ramon Diaz Alejandro
- José Bernal
- Manuel Carbonell
- Humberto Castro
- Emilio Cruz
- Teresita Fernández
- Coco Fusco
- Félix González-Torres
- Jose Acosta Hernandez
- Emilio Hector Rodriguez
- Guerra de la Paz
- Ana Mendieta
- Jorge Rodriguez-Gerada
- Mercedes de Acosta
- Juan Almeida
- Guillermo Álvarez Guedes
- Tania Bruguera
- Eslinda Núñez